# Association Sportive de Saint-Étienne 1964-1965
Questa voce raccoglie le informazioni riguardanti l'Association Sportive de Saint-Étienne nelle competizioni ufficiali della stagione 1964-1965.

## Maglie
Fonte:
| Manica sinistra · Manica sinistra · Maglietta · Maglietta · Manica destra · Manica destra · Pantaloncini · Calzettoni |

## Rosa
| N. |                    | Ruolo | Calciatore           |
| -- | ------------------ | ----- | -------------------- |
|    | Francia (bandiera) | P     | Pierre Bernard       |
|    | Francia (bandiera) | P     | Robert Philippe      |
|    | Francia (bandiera) | D     | Fernand Barek        |
|    | Francia (bandiera) | D     | Juan Casado          |
|    | Francia (bandiera) | D     | Georges Polny        |
|    | Italia (bandiera)  | D     | Nello Sbaiz          |
|    | Francia (bandiera) | D     | Richard Tylinski     |
|    | Francia (bandiera) | C     | Jean-Baptiste Bordas |
|    | Francia (bandiera) | C     | René Ferrier         |
|    | Francia (bandiera) | C     | Robert Herbin        |

| N. |                    | Ruolo | Calciatore        |
| -- | ------------------ | ----- | ----------------- |
|    | Francia (bandiera) | C     | Aimé Jacquet      |
|    | Francia (bandiera) | C     | Roland Mitoraj    |
|    | Francia (bandiera) | A     | Gérard Epalle     |
|    | Francia (bandiera) | A     | André Guy         |
|    | Francia (bandiera) | A     | François Heutte   |
|    | Algeria (bandiera) | A     | Rachid Mekhloufi  |
|    | Camerun (bandiera) | A     | Frédéric N'Doumbé |
|    | Francia (bandiera) | A     | Robert Salen      |
|    | Francia (bandiera) | A     | Maryan Wisnieski  |

## Risultati

### Coppa di Francia
| Lione 17 gennaio 1965 Trentaduesimi di finale                           | Saint-Étienne | 3 – 1         | Grenoble | Stadio di Gerland (9 426 spett.) |
| \| \| \| \| \| Guy 17’ Heutte 73’, 84’ \| Marcatori \| 66’ Teisseire \| |               |               |          |                                  |
|                                                                         |               |               |          |                                  |
| Guy 17’ Heutte 73’, 84’                                                 | Marcatori     | 66’ Teisseire |          |                                  |

| Marsiglia 14 febbraio 1965 Sedicesimi di finale                 | Saint-Étienne | 3 – 0 | Monaco | Stadio Vélodrome (13 445 spett.) |
| \| \| \| \| \| Epalle 30’ Guy 35’ Herbin 68’ \| Marcatori \| \| |               |       |        |                                  |
|                                                                 |               |       |        |                                  |
| Epalle 30’ Guy 35’ Herbin 68’                                   | Marcatori     |       |        |                                  |

| Parigi 7 marzo 1965 Ottavi di finale      | Saint-Étienne | 1 – 0 | Rouen | Parco dei Principi (14 486 spett.) |
| \| \| \| \| \| Guy 61’ \| Marcatori \| \| |               |       |       |                                    |
|                                           |               |       |       |                                    |
| Guy 61’                                   | Marcatori     |       |       |                                    |

| Lione 4 aprile 1965 Quarti di finale                                                       | Saint-Étienne | 3 – 2                      | Valenciennes | Stadio di Gerland (18 023 spett.) |
| \| \| \| \| \| Ferrier 1’ Guy 59’ Epalle 77’ \| Marcatori \| 57’ Masnaghetti 80’ Guinot \| |               |                            |              |                                   |
|                                                                                            |               |                            |              |                                   |
| Ferrier 1’ Guy 59’ Epalle 77’                                                              | Marcatori     | 57’ Masnaghetti 80’ Guinot |              |                                   |

| Parigi 30 aprile 1965 Semifinale                                  | Rennes    | 3 – 0 | Saint-Étienne | Parco dei Principi (35 133 spett.) |
| \| \| \| \| \| Pellegrini 15’, 31’ Dubaële 25’ \| Marcatori \| \| |           |       |               |                                    |
|                                                                   |           |       |               |                                    |
| Pellegrini 15’, 31’ Dubaële 25’                                   | Marcatori |       |               |                                    |

### Coppa dei Campioni
| Arbitro: | Oliveira |

|                       |           |                   |
| Mekhloufi 18’ Guy 59’ | Marcatori | 32’, 43’ Bertschi |

| Arbitro: | Gómez Arribas |

|                         |           |         |
| Skiba 47’ Trivellin 70’ | Marcatori | 10’ Guy |